# Comté de Byron
Le comté de Byron (en anglais : Byron Shire) est une zone d'administration locale située dans l'État de Nouvelle-Galles du Sud en Australie. Son siège administratif est la ville de Mullumbimby.

## Géographie
Le comté s'étend sur 566,7 km2 dans la région des Northern Rivers, au nord-est de la Nouvelle-Galles du Sud. Il est bordé à l'est par la mer de Corail et comprend le cap Byron, le point le plus oriental du continent australien. Il est traversé par la Pacific Highway.
Il abrite les villes de Byron Bay, Mullumbimby et Ocean Shores, ainsi que les localités de Bangalow, Billinudge, Brunswick Heads, South Golden Beach, Suffolk Park et Yelgun.

## Histoire
Le comté, qui doit son nom au cap Byron, est créé le 7 mars 1906. La municipalité de Mullumbimby en est détachée le 1er juillet 1908, avant d'être réunie au comté le 1er octobre 1980.

## Démographie
La population s'élevait à 29 209 habitants en 2011 et à  31 556 habitants en 2016.

## Politique et administration
Le comté est administré par un conseil de huit membres élus au scrutin proportionnel pour un mandat de quatre ans ainsi que le maire élu directement pour la même durée. À la suite des élections du 4 décembre 2021, le conseil est formé de six indépendants (dont le maire), deux verts et un travailliste.

### Liste des maires
| Période        | Période     | Identité         | Étiquette   | Qualité |
| -------------- | ----------- | ---------------- | ----------- | ------- |
| septembre 2016 | avril 2021  | Simon Richardson | Verts       |         |
| 13 mai 2021    | en fonction | Michael Lyon,    | Indépendant |         |